# Eois subcrocearia
Eois subcrocearia là một loài bướm đêm trong họ Geometridae.